# Thomas Weber
Thomas Weber (Vienna, 29 maggio 1993) è un calciatore austriaco, difensore del Bad Vöslau/Kottingbrunn.